# IIHF Continental Cup 2014-2015
La 18ª edizione della Continental Cup è stata organizzata, come di consueto, dalla Federazione internazionale di hockey su ghiaccio. Con la rinascita della Champions Hockey League, il torneo è tornato al ruolo di seconda competizione continentale.

## Formula
La formula è variata. È rimasta la struttura con un primo gruppo preliminare composto da quattro squadre (provenienti dagli ultimi 4 campionati secondo il ranking), la prima delle quali si qualifica al secondo turno; al secondo turno ci saranno due gironi da quattro squadre, con 7 squadre qualificate per la posizione nel ranking e la vincitrice del primo turno. Le due vincenti passano al terzo turno, che funziona con lo stesso meccanismo: due gironi da 4, con 6 squadre qualificate per il ranking e le due vincenti del secondo turno.
È invece cambiata la modalità di accesso al girone finale (o Super Final) che non vede più alcuna squadra qualificata di diritto: si qualificano le prime due classificate dei gironi del terzo turno. La sede di gioco verrà scelta dunque tra le città di queste quattro squadre.
Come conseguenza, il numero di squadre iscritte è sceso da 19 a 17.

### Il ritiro del Kompanion
Il ritiro, annunciato ad ottobre, degli ucraini Kompanion Kyiv a causa della crisi in atto nel paese ha portato il numero di squadre a 16. Il Kompanion avrebbe dovuto disputare direttamente il terzo turno; al suo posto ha avuto accesso al terzo turno la migliore tra le squadre seconde classificate nei due gironi del secondo turno.

## Primo turno

### Gruppo A
(Sofia, Bulgaria)
| Team numero 1                  | Risultato            | Team numero 2                  |
| ------------------------------ | -------------------- | ------------------------------ |
| HK Beostar                     | 20:2 (7:2; 9:0; 4:0) | İzmir Büyükşehir Belediyesi SK |
| HK CSKA Sofia                  | 3:2 (1:0; 2:0; 0:2)  | CG Puigcerdà                   |
| CG Puigcerdà                   | 5:1 (1:0; 1:0; 3:1)  | HK Beostar                     |
| İzmir Büyükşehir Belediyesi SK | 3:19 (1:6; 1:7; 1:6) | HK CSKA Sofia                  |
| İzmir Büyükşehir Belediyesi SK | 1:20 (0:6; 0:7; 1:7) | CG Puigcerdà                   |
| HK CSKA Sofia                  | 10:2 (3:0; 3:1; 4:1) | HK Beostar                     |

### Classifica
| Pos. | Team                           | Punti |
| 1    | HK CSKA Sofia                  | 9     |
| 2    | CG Puigcerdà                   | 6     |
| 3    | HK Beostar                     | 3     |
| 4    | İzmir Büyükşehir Belediyesi SK | 0     |

I bulgari del CSKA Sofia si qualificano al secondo turno.

## Secondo turno

### Gruppo B
(Bremerhaven, Germania)
| Team numero 1      | Risultato           | Team numero 2      |
| ------------------ | ------------------- | ------------------ |
| Tilburg Trappers   | 1:4 (0:1; 0:3; 1:0) | Belfast Giants     |
| HK CSKA Sofia      | 2:6 (0:1; 1:1; 1:4) | Fischtown Pinguins |
| Belfast Giants     | 6:2 (2:1; 2:1; 2:0) | HK CSKA Sofia      |
| Fischtown Pinguins | 4:0 (0:0; 3:0; 1:0) | Tilburg Trappers   |
| HK CSKA Sofia      | 4:5 (2:1; 1:0; 1:4) | Tilburg Trappers   |
| Belfast Giants     | 2:4 (1:1; 1:1; 0:2) | Fischtown Pinguins |

### Classifica
| Pos. | Team               | Punti |
| 1    | Fischtown Pinguins | 9     |
| 2    | Belfast Giants     | 6     |
| 3    | Tilburg Trappers   | 3     |
| 4    | HK CSKA Sofia      | 0     |

Passano al terzo turno i Fischtown Pinguins e - come migliore seconda - i Belfast Giants, che a parità di punti coi secondi classificati del gruppo C, hanno una migliore differenza reti (+5 contro +1 del ASC Corona 2010 Brașov).

### Gruppo C
(Brașov, Romania)
| Team numero 1          | Risultato           | Team numero 2          |
| ---------------------- | ------------------- | ---------------------- |
| Dunaújvárosi Acélbikák | 2:6 (1:0; 1:3; 0:3) | KH Sanok               |
| ASC Corona 2010 Brașov | 3:2 (0:2; 3:0; 0:0) | HK Prizma Riga         |
| KH Sanok               | 2:3 (1:0; 1:2; 0:1) | HK Prizma Riga         |
| Dunaújvárosi Acélbikák | 2:3 (1:2; 0:1; 1:0) | ASC Corona 2010 Brașov |
| HK Prizma Riga         | 2:5 (0:4; 0:1; 2:0) | Dunaújvárosi Acélbikák |
| ASC Corona 2010 Brașov | 3:4 (1:2; 0:1; 2:1) | KH Sanok               |

### Classifica
| Pos. | Team                   | Punti |
| 1    | KH Sanok               | 6     |
| 2    | ASC Corona 2010 Brașov | 6     |
| 3    | Dunaújvárosi Acélbikák | 3     |
| 4    | HK Prizma Riga         | 3     |

I polacchi del KH Sanok passano al turno successivo.

## Terzo turno

### Gruppo D
(Renon, Italia)
| Team numero 1      | Risultato | Team numero 2      |
| ------------------ | --------- | ------------------ |
| Yertis Pavlodar    | 3:2       | Fischtown Pinguins |
| Ritten Sport       | 5:1       | Herning Blue Fox   |
| Herning Blue Fox   | 1:4       | Yertis Pavlodar    |
| Fischtown Pinguins | 2:1 OT    | Ritten Sport       |
| Ritten Sport       | 0:4       | Yertis Pavlodar    |
| Fischtown Pinguins | 2:1       | Herning Blue Fox   |

### Classifica
| Pos. | Team               | Punti |
| 1    | Yertis Pavlodar    | 9     |
| 2    | Fischtown Pinguins | 5     |
| 3    | Ritten Sport       | 4     |
| 4    | Herning Blue Fox   | 0     |

Lo Yertis Pavlodar e i Fischtown Pinguins si piazzano ai primi due posti del girone ed accedono alla SuperFinal. Il Renon padrone di casa non riesce invece a centrare la finale, nonostante da questa stagione i posti in palio per l'accesso erano diventati due.

### Gruppo E
(Angers, Francia)
| Team numero 1   | Risultato | Team numero 2   |
| --------------- | --------- | --------------- |
| Belfast Giants  | 1:0       | HK Neman Grodno |
| KH Sanok        | 0:4       | Ducs d'Angers   |
| HK Neman Grodno | 2:0       | KH Sanok        |
| Ducs d'Angers   | 2:1       | Belfast Giants  |
| KH Sanok        | 3:5       | Belfast Giants  |
| Ducs d'Angers   | 3:4       | HK Neman Grodno |

### Classifica
| Pos. | Team            | Punti |
| 1    | Ducs d'Angers   | 6     |
| 2    | HK Neman Grodno | 6     |
| 3    | Belfast Giants  | 6     |
| 4    | KH Sanok        | 0     |

I Ducs d'Angers e l'HK Neman Grodno si piazzano ai primi due posti del girone, a scapito dei Belfast Giants che invece si classificano terzi (nonostante lo stesso numero di punti) a causa della differenza reti (comunque uguale tra Belfast Giants e HK Neman Grodno) e del minor numero di gol segnati negli scontri diretti.

## Super Final
Le quattro squadre che si contesero la coppa (giocata dal 9 all'11 gennaio 2015) furono quindi Yertis Pavlodar, Fischtown Pinguins, Ducs d'Angers e HK Neman Grodno, che si sfidarono in casa del club tedesco (a Bremerhaven).
(Bremerhaven, Germania)
| Team numero 1      | Risultato                            | Team numero 2      |
| ------------------ | ------------------------------------ | ------------------ |
| Ducs d'Angers      | 0-5 (0-3, 0-2, 0-0)                  | HK Neman Grodno    |
| Fischtown Pinguins | 5-4 (1-2, 2-0, 2-2)                  | Yertis Pavlodar    |
| Yertis Pavlodar    | 2-4 (0-1, 2-0, 0-3)                  | Ducs d'Angers      |
| HK Neman Grodno    | 6-2 (2-0, 3-1, 1-1)                  | Fischtown Pinguins |
| Yertis Pavlodar    | 3-4 d.t.r. (1-1, 1-2, 1-0, 0-0, 0-1) | HK Neman Grodno    |
| Fischtown Pinguins | 3-2 d.t.r. (1-1, 1-1, 0-0, 0-0, 1-0) | Ducs d'Angers      |

### Classifica finale
| Pos. | Team               | Punti |
| 1    | HK Neman Grodno    | 8     |
| 2    | Fischtown Pinguins | 5     |
| 3    | Ducs d'Angers      | 4     |
| 4    | Yertis Pavlodar    | 1     |

I bielorussi dell'HK Neman Grodno vincono la Continental Cup e si garantiscono un posto alla prossima edizione della CHL.

### Premi individuali
- Miglior portiere: Maxim Samankov, (HK Neman Grodno)
- Miglior difensore: Andrei Korshunov, (HK Neman Grodno)
- Miglior attaccante: Timothy Miller, (Fischtown Pinguins)